# Oryctodromeus
Oryctodromeus là một chi khủng long Ornithopoda có kích thước nhỏ. Hóa thạch của chúng có niên đại vào thời kỳ kỷ Creta tại thành hệ Blackleaf của miền tây nam Montana và thành hệ Wayan của miền tây nam Idaho, Hoa Kỳ, cả hai đều thuộc tầng Cenoman, khoảng 95 triệu năm trước.